# Хохолков-Ростовский, Иван Андреевич Катырь
Князь Иван Андреевич Хохолков-Ростовский по прозванию Катырь (ум.1543) — воевода, наместник и боярин во времена правления Василия III Ивановича и правительницы Елены Васильевне Глинской при малолетнем Иване IV Васильевиче Грозном.
Родоначальник княжеского рода Катыревы-Ростовские. Старший сын дворянина, князя Андрея Ивановича по прозванию "Хохолек" (Хохолок), упомянутого в 1492 и 1495 годах в государевых Новгородских походах и являющегося родоначальником княжеского рода Хохолковы-Ростовские. Имел братьев, князей и бояр: Юрия Андреевича и Александра Андреевича.

## Биография

### Служба Василию III
В 1528 году первый воевода Большого полка в Новгород-Северском. В 1532 году наместник в Костроме и пожалован бояриным.

#### Служба Ивану Грозному
В 1535 году первый воевода Передового полка в походе из Новгорода на Великое княжество литовское. В этом же году по "стародубским вестям" первый воевода войск левой руки в Сивере. В 1537 году первый воевода сперва в Нижнем Новгороде, а потом в Костроме. В 1539 году первый воевода Большого полка на Угре. В 1540 году вновь первый воевода в Костроме. В 1542 году первый воевода Большого полка сперва во Владимире, потом в Серпухове, а после в Калуге.
Умер в 1543 году.
От брака с неизвестной имел сыновей, князей: Петра и Андрея Ивановичей.